# Philadelphia Rockets
Philadelphia Rockets byl profesionální americký klub ledního hokeje, který sídlil v pensylvánském městě Philadelphia. V letech 1941–1942 a 1946–1949 působil v profesionální soutěži American Hockey League. Před druhým vstupem do AHL působil v Eastern Hockey League. Rockets ve své poslední sezóně v AHL skončily v základní části. Své domácí zápasy odehrával v hale Philadelphia Arena s kapacitou 5 526 diváků.
Založen byl v roce 1941 po zániku Philadelphia Ramblers. Klub byl po celou dobu své existence nezávislým na týmech z NHL, což z něj dělá jednu z mála výjimek v historii AHL.

## Umístění v jednotlivých sezonách
Stručný přehled
Zdroj: 
- 1941–1942: American Hockey League (Východní divize)
- 1942–1946: Eastern Hockey League
- 1946–1949: American Hockey League (Východní divize)

Jednotlivé ročníky
Zdroj: 
Legenda: Z - zápasy, V - výhry, VP - výhry v prodloužení, R - remízy, P - porážky, PP - porážky v prodloužení, VG - vstřelené góly, OG - obdržené góly, +/- - rozdíl skóre, B - body, fialové podbarvení - reorganizace, změna skupiny či soutěže
| USA / Kanada (1941 – 1949) |                       |        |    |    |    |   |    |    |     |     |      |    |        |          |
| Sezóny                     | Liga                  | Úroveň | Z  | V  | VP | R | PP | P  | VG  | OG  | +/-  | B  | Pozice | Play-off |
| 1941/42                    | AHL (Východní divize) | 2      | 56 | 11 | –  | 4 | –  | 41 | 157 | 254 | -97  | 26 | 5.     | –        |
| ...                        |                       |        |    |    |    |   |    |    |     |     |      |    |        |          |
| 1946/47                    | AHL (Východní divize) | 2      | 64 | 5  | –  | 7 | –  | 52 | 188 | 400 | -212 | 17 | 5.     | –        |
| 1947/48                    | AHL (Východní divize) | 2      | 68 | 22 | –  | 5 | –  | 41 | 260 | 331 | -71  | 49 | 4.     | –        |
| 1948/49                    | AHL (Východní divize) | 2      | 68 | 15 | –  | 5 | –  | 48 | 230 | 407 | -177 | 35 | 5.     | –        |